# کریسیرادیو

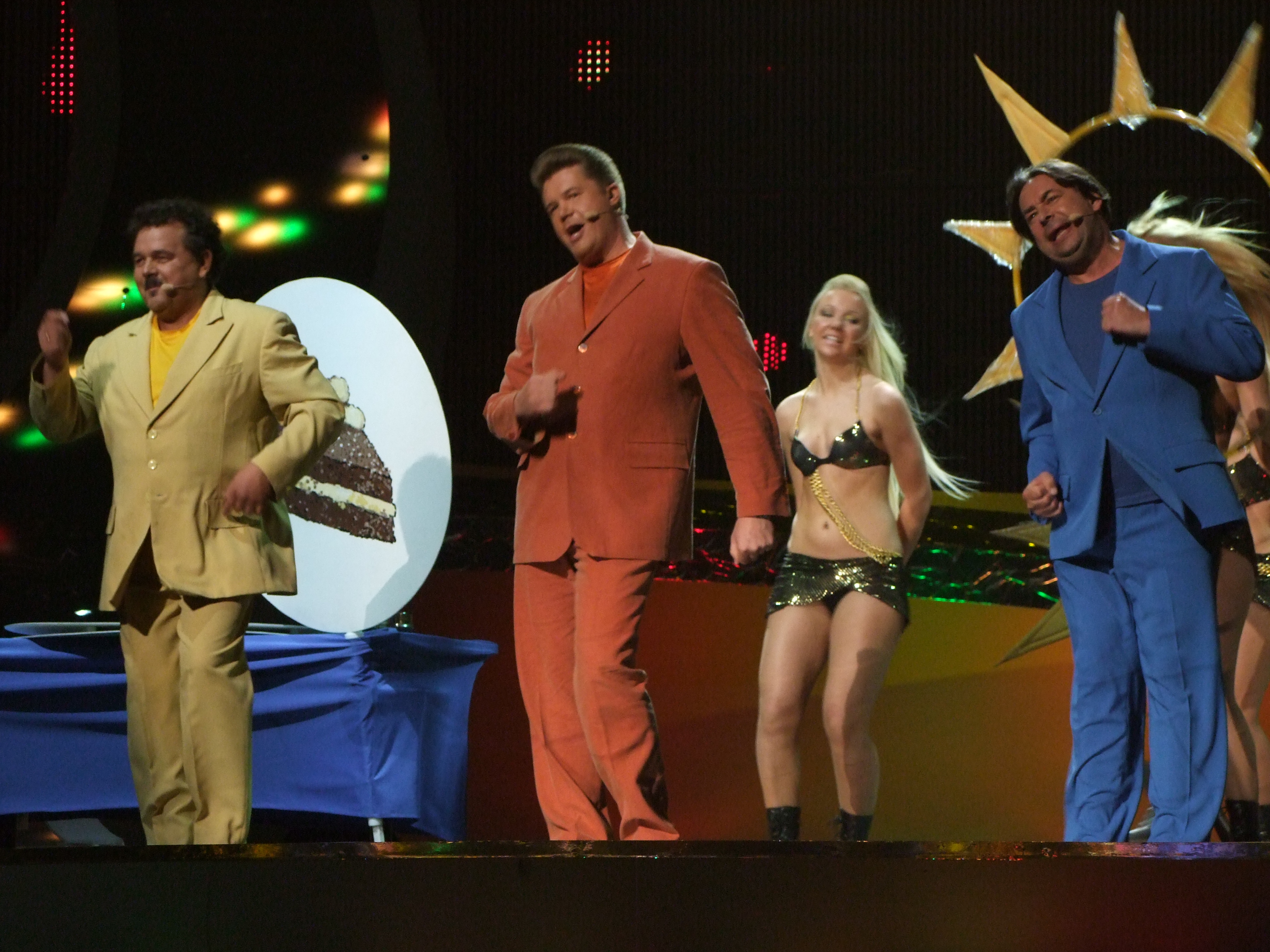
Kreisiraadio in the first semi-final of Eurovision Song Contest 2008

کریسیرادیو (انگلیسی: Kreisiraadio) یک گروه کمدی استونیایی است که هانس وورنو، پتر اویا و تارمو لیناتام تشکیل شده که از سال ۱۹۹۳ با برنامه‌های رادیویی و تلویزیونی شروع به کار کرده‌اند.